# Brenda Ann Spencer
Brenda Ann Spencer (née le 3 avril 1962) est une meurtrière américaine condamnée pour des assassinats commis le 29 janvier 1979 et connus sous le nom de Grover Cleveland Elementary School shooting.

## Fusillade
Le matin du 29 janvier 1979, elle demande à son père de rester à la maison, ne se sentant pas bien. Quelques heures plus tard depuis son domicile de San Diego, en Californie, Brenda Ann Spencer, alors âgée de 16 ans, tire avec un .22 Long Rifle sur les enfants qui attendent l'ouverture de l'école élémentaire située juste en face de sa maison ; elle blesse huit enfants, tue le directeur ainsi qu'une personne qui s'est portée à son secours et blesse un policier. Elle avouera plus tard que l'arme était un cadeau de son père pour Noël 1978.

## Arrestation et condamnation
Après s'être retranchée pendant plusieurs heures dans sa maison, Brenda Ann Spencer se rend finalement à la police. Au procès, elle plaide coupable de meurtres au premier degré et d'assaut avec une arme à feu et est condamnée à la prison à vie avec une peine incompressible de 25 ans le 4 avril 1980. Ne montrant aucun remords, elle dira au cours de son procès : « Je n'avais pas d'autre raison que ma haine pour le lundi, c'était juste pour m'amuser. J'ai vu les enfants comme des canards qui marchaient près d'un étang et d'un troupeau de vaches qui les entouraient. Ils étaient donc une cible facile pour moi. ».
Enfermée à la California Institution for Women (en) à Chino en Californie, elle est employée dans le groupe de réparation électronique.
Éligible à une libération conditionnelle depuis 1993, Brenda Ann Spencer a demandé à cinq reprises sa libération, sans succès, mettant chaque fois en avant de nouvelles circonstances atténuantes (pathologie mentale, abus de drogues et d'alcool, maltraitance sexuelle de la part de son père). En 2009, lors d'une audience pour sa demande de liberté conditionnelle, elle avoue au procureur avoir tiré sur des enfants pour se suicider en se faisant abattre par la police. Chacune de ses demandes fut rejetée pour son manque de remords vis-à-vis de ses victimes. 
Lors d'un interview en 2001, elle avoue se sentir en partie responsable de chaque tuerie en milieu scolaire, se demandant à chaque fois si le tueur peut avoir eu l'idée après avoir entendu parler de son crime.

## Culture populaire
Brenda Ann Spencer, en se confiant à un journaliste, aurait expliqué : « Je n'aime pas les lundis. Cela a animé la journée », ce qui a inspiré la chanson I Don't Like Mondays des Boomtown Rats. Brenda Spencer quant à elle va user de son droit à suspendre la diffusion de la chanson pour obtenir un procès équitable.